# تائینا الگ
تائینا اِلگ (انگلیسی: Taina Elg؛ ۹ مارس ۱۹۳۰) یک هنرپیشه و هنرمند رقص فنلاندی-آمریکایی است.
وی در سال ۱۹۵۷ میلادی، برندهٔ جایزه گلدن گلوب بهترین بازیگر زن فیلم موزیکال یا کمدی شد.

## فیلم‌شناسی
- آینه دو چهره دارد (۱۹۹۶)
- هرکول در نیویورک (۱۹۶۹)
- مایندادس (۱۹۶۱)
- ۳۹ پله (۱۹۵۹)
- ولخرج (۱۹۵۵)